# HNK Orašje
El Hrvatski Nogometni Klub Orašje és un club de futbol bosnià de la ciutat d'Orašje.

## Història
El club fou fundat l'any 1996. L'any 2006 es proclamà campió de la Copa bosniana, disputant la següent temporada la Copa de la UEFA. L'any 1998 ja havia estat finalista de Copa. Disputa els seus partits al Gradski Stadion Orašje (estadi Ciutat d'Orašje), amb capacitat per a 3.000 espectadors.

## Palmarès
- Copa bosniana de futbol:
  - 2005-06
- Copa d'Herceg-Bosnia:
  - 1997-98, 1999-00
- Segona divisió bosniana:
  - 2012-13

## Participació a Europa
Font:
| Temporada | Competició      | Ronda | Rival   | Casa | Fora | Global |
| --------- | --------------- | ----- | ------- | ---- | ---- | ------ |
| 2006-07   | Copa de la UEFA | QR1   | Domžale | 0-2  | 0-5  | 0-7    |